# Christian Doppler
Johann Christian Andreas Doppler (n. 29 noiembrie 1803, Salzburg, Sfântul Imperiu Roman – d. 17 martie 1853, Veneția, Imperiul Austriac) a fost un matematician și fizician austriac, devenit celebru pentru ipoteza care acum este cunoscută sub denumirea de Efectul Doppler.
Tatăl său a fost zidar.
Studiile le-a început în orașul natal, apoi la Institutul Politehnic din Viena.
A fost profesor la Școala Reală din Praga (1835), apoi a trecut la Institutul Superior Tehnic din Praga (1841) ca profesor de geometrie.

## Scrieri
- 1845: Zwei Abhandlungen aus dem Gebiete der Optik
- 1843: Versuch einer Erweterung der Analytischen Geometrie
- 1843, 1851: Arithmetik und Algebra
- 1849: Polaritaetscheinungen.